# Танасия Дайова
Танасия Василева Дайова е българска и югославска фотографка от началото на XX век, първата жена фотографка в Охрид и Охридско.

## Биография
Родена е в 1910 година в големия български македонски град Охрид, тогава в Османската империя. Наследява любовта към фотографията и изучава фотографския занаят при баща си Панде Василев Дайо заедно със сестра си. Семейството има дюкян, който е разположен край днешния ресторант „Летница“. Фотографското им ателие работи с масивен апарат с размер 18х24. Във фотографското ателие често снимат тоделни или групи хора и рядко пейзажи.
Танасия Василева разказва за работата си и семейството си:
| „ | Баща ми Панде Дайо е бил часовникар, но е работил като художник. Снимал е със стъкло, с касети. Бях първата жена фотографка в Охрид. Снимах за лични карти и като жена можех да посещавам туркините и да ги снимам. Беше 1924 - 1925 година. До 1928 година работех, след това в 1929 година се ожених и вече спрях. | “ |

Работата на Танасия като фотографка е важна от архивистка гледна точка, тъй като започва да снима стари документи. Най-често снима в турски къщи, където като жена е допускана да влезе.
Малка част от фотографиите ѝ са запазени в частната колекция на семейство Дайови и част от фотографираните документи са във филиала на Държавния архив на Северна Македония в Охрид. С фотографирането на документите, работата на Танасия Василева увековечава множество оригинилани документи.